# Thelypteris pilosula
Thelypteris pilosula är en kärrbräkenväxtart som först beskrevs av Johann Friedrich Klotzsch, Amp; H. Karst. och Georg Heinrich Mettenius, och fick sitt nu gällande namn av R.M. Tryon. Thelypteris pilosula ingår i släktet Thelypteris och familjen Thelypteridaceae. Inga underarter finns listade.